# برايان فرنانديز
برايان فرنانديز (بالإسبانية: Brian Fernández)‏ (26 سبتمبر 1994 سانتا في الأرجنتين - ) هو لاعب كرة قدم أرجنتيني يلعب كمهاجم.

## وصلات خارجية
برايان فرنانديز على موقع الدوري الأمريكي (الإنجليزية)
- برايان فرنانديز على موقع قاعدة بيانات كرة القدم.إي يو (الإنجليزية)
- برايان فرنانديز على موقع Soccerway.com (الإنجليزية)
- برايان فرنانديز على موقع عالم كرة القدم.نت (الإنجليزية)
- برايان فرنانديز على موقع AS.com (الإسبانية)